# Římskokatolická farnost Krásná Lípa u Rumburka
Římskokatolická farnost Krásná Lípa u Rumburka (lat. Schoenlinda) je církevní správní jednotka sdružující římské katolíky na území města Krásná Lípa a v jeho okolí. Organizačně spadá do děčínského vikariátu, který je jedním z 10 vikariátů litoměřické diecéze. Centrem farnosti je kostel svaté Máří Magdaleny v Krásné Lípě.

## Historie farnosti
Farnost pochází z roku 1361. Od roku 1651 jsou vedeny matriky. Opětně byla kanonicky zřízena v roce 1724.

### Duchovní správcové vedoucí farnost
Začátek působnosti jmenovaného v duchovní správě farnosti od:
- 1725   Josephus Matern
- 1735   Josephus Elbl
- 1764   Daniel Kühnel

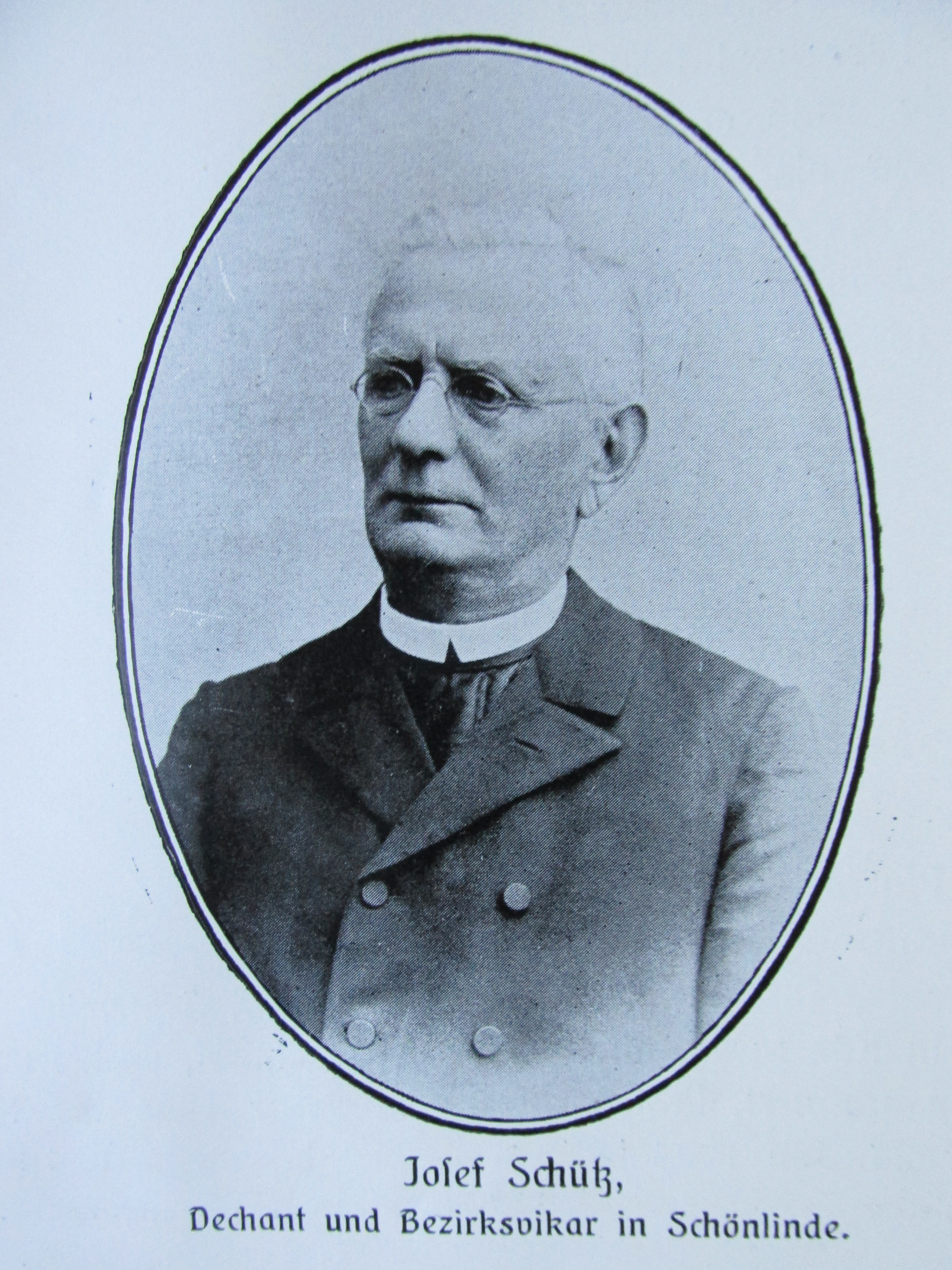
P. Josef Schütz

- 1766   Joann. Nep. Partoni, † 6. 8. 1786
- 1786   Aug. Beil, † 20. 11. 1793
- 1794   Elias Jos. Strobach
- 1796   Jos. Grün
- 1799   Jos. Hübner, † 18. 9. 1819
- 1818   Jos. Palme, n. 26. 12. 1784 Schönlinde, o. 9. 4. 1809, † 11. 1. 1839
- 1840   Thoma Schiffner, n. 7. 3. 1789 Leipa, o. 12. 8. 1814, † 3. 8. 1849
- 1850   Jos. Günter, n. 6. 7. 1813 Wolfersdorf, o. 3. 8. 1837, † 10. 4. 1872
- 1851   Benedikt Büchse, n. 21. 3. 1808 Philippsdorf, o. 3. 8. 1833, † 25. 2. 1887
- 1887    Josef Schütz, n. 5. 4. 1839 Schönfeld., o. 30. 6. 1864,[3] † 8. 12. 1918,[4] děkan a okrskový vikář
  - 1904 – 1907 Rudolf Jenatschke, kaplan, n 11. 12. 1879 Neštěmice, o. 17. 7. 1904 Litoměřice, † 22. 10. 1947 Řezno
- 1920 Jos. Rauer, n. 16. 6. 1887 Fleyh, o. 17. 7. 1910, † 26. 7. 1961
- 1. 6.  1921 Franc. Zimmermann, n. 18. 8. 1886 Rumburg, o. 16. 7. 1911
- 30. 9. 1949 Eduard Fr. Schimmel
- 29. 3. 1951 Antonín Němeček, admin.
- 1. 11. 1951 Rudolf Pfáb
- 1. 3.  1957 Jan Formůsek
- 1. 8.  1963 Hynek Šťastný, admin.
- 1. 8.  1964 Ladislav Vybíral
- 1. 10. 1974 Alexej Baláž
- 1. 11. 1981 František Kocman
- 1. 8.  1982 František Jirásek
- 1. 7.  1990 Jaroslav Gajdošík
- 1. 6.  1991 Antonín Hladký
- 15. 11. 1996 Jaroslav Gajdošík, admin. exc. ze Šluknova
- 1. 8.  1997 Pavel Krejcar, admin. exc. ze Šluknova
- 1. 8.  1998 Jiří Sucharda, admin. exc. ze Šluknova
- 1. 6.  1999 Milan Matfiak
- 1. 7.  2002 Tomáš Kuba, admin.
- 1. 7.  2009 Antonín Sedlák, admin., od 1. 1. 2019 farář[3]

Kromě kněží stojících v čele farnosti, působili ve farnosti v průběhu její historie i jiní kněží. Většinou pracovali jako farní vikáři, kaplani, katecheté, výpomocní duchovní aj.

## Území farnosti
Do farnosti náleží území obce:
- Hely (Nassendorf[p 2])
- Chřibská Nová Ves (Kreibitz-Neudörfel[p 2])
- Kamenná Horka (Steinhügel[p 2])
- Krásný Buk (Schönbüchel[p 2])
- Krásná Lípa (Schönlinde[p 2])
- Zahrady (Gärten[p 2])

## Římskokatolické sakrální stavby na území farnosti
| | Fotografie | Stavba                                                     | Místo       | Bohoslužby                      | Zeměpisné souřadnice             | Status                      | Číslo kulturní památky           |
| Kostel | Kostel     | Kostel                                                     | Kostel      | Kostel                          | Kostel                           | Kostel                      | Kostel                           |
| --- | ---------- | ---------------------------------------------------------- | ----------- | ------------------------------- | -------------------------------- | --------------------------- | -------------------------------- |
| 1. |            | Kostel svaté Maří Magdalény                                | Krásná Lípa | bližší informace o bohoslužbách | 50°54′52″ s. š., 14°30′27″ v. d. | farní kostel                | 14685/5-3780 (Pk•MIS•Sez•Obr•WD) |
| Kaple |            |                                                            |             |                                 |                                  |                             |                                  |
| 2. |            | Kaple Panny Marie Pomocné (Žebrácká kaple)                 | Zahrady     | bližší informace o bohoslužbách | 50°55′56″ s. š., 14°28′35″ v. d. | kaple                       | —                                |
| 3. |            | Kaple v Domově důchodců a ústavu sociální péče Krásná Lípa | Krásná Lípa | bližší informace o bohoslužbách | 50°55′ s. š., 14°30′23″ v. d.    | kaple                       | —                                |
| 4. |            | Hřbitovní kaple                                            | Krásná Lípa | bohoslužba příležitostně        | 50°54′36″ s. š., 14°30′15″ v. d. | obecní hřbitovní kaple      | —                                |
| Zaniklé objekty |            |                                                            |             |                                 |                                  |                             |                                  |
| 5. |            | Kaple Vzkříšení Krista                                     | Krásná Lípa | nelze sloužit                   | 50°54′55″ s. š., 14°30′26″ v. d. | zbořená hřbitovní kaple     | —                                |
| 6. |            | Kaple Nejsvětějšího Srdce Ježíšova                         | Krásná Lípa | nelze sloužit                   | 50°54′6″ s. š., 14°30′42″ v. d.  | zbořená kaple               | —                                |
| 7. |            | Kaple Panny Marie Pomocné                                  | Krásná Lípa | nelze sloužit                   | 50°54′42″ s. š., 14°30′21″ v. d. | zbořená kaple               | —                                |
| 8. |            | Kaple Božího hrobu                                         | Krásná Lípa | nelze sloužit                   | 50°54′51″ s. š., 14°30′20″ v. d. | zbořená kaple křížové cesty | —                                |
| 9. |            | Kaple Kalvárie                                             | Krásná Lípa | nelze sloužit                   | 50°54′51″ s. š., 14°30′19″ v. d. | zbořená kaple křížové cesty | —                                |
| Některé drobné sakrální stavby a pamětihodnosti lze dohledat zde v databázi Drobné sakrální památky Zaniklé sakrální stavby lze dohledat zde v databázi Poškozené a zničené kostely, kaple a synagogy v České republice |            |                                                            |             |                                 |                                  |                             |                                  |

Ve farnosti se mohou nacházet i další drobné sakrální stavby, místa římskokatolického kultu a pamětihodnosti, které neobsahuje tato tabulka. Patří mezi ně křížová cesta v Krásné Lípě.

## Farní obvod
Z důvodu efektivity duchovní správy byl vytvořen farní obvod (kolatura) sestávající z přidružených farností spravovaných excurrendo z Krásné Lípy u Rumburka. 
Přehled těchto kolatur je v tabulce farních obvodů děčínského vikariátu.